# Ctenopoma togoensis
Ctenopoma togoensis är en fiskart som först beskrevs av Ahl 1928.  Ctenopoma togoensis ingår i släktet Ctenopoma och familjen Anabantidae. Inga underarter finns listade i Catalogue of Life.